# Vroendaal
Vroendaal is een moderne woonwijk in de Nederlandse stad Maastricht. Het is tevens een van de 44 officiële buurten binnen de gemeente Maastricht. De buurt bestaat grotendeels uit agrarisch gebied.

## Ligging en bevolkingssamenstelling

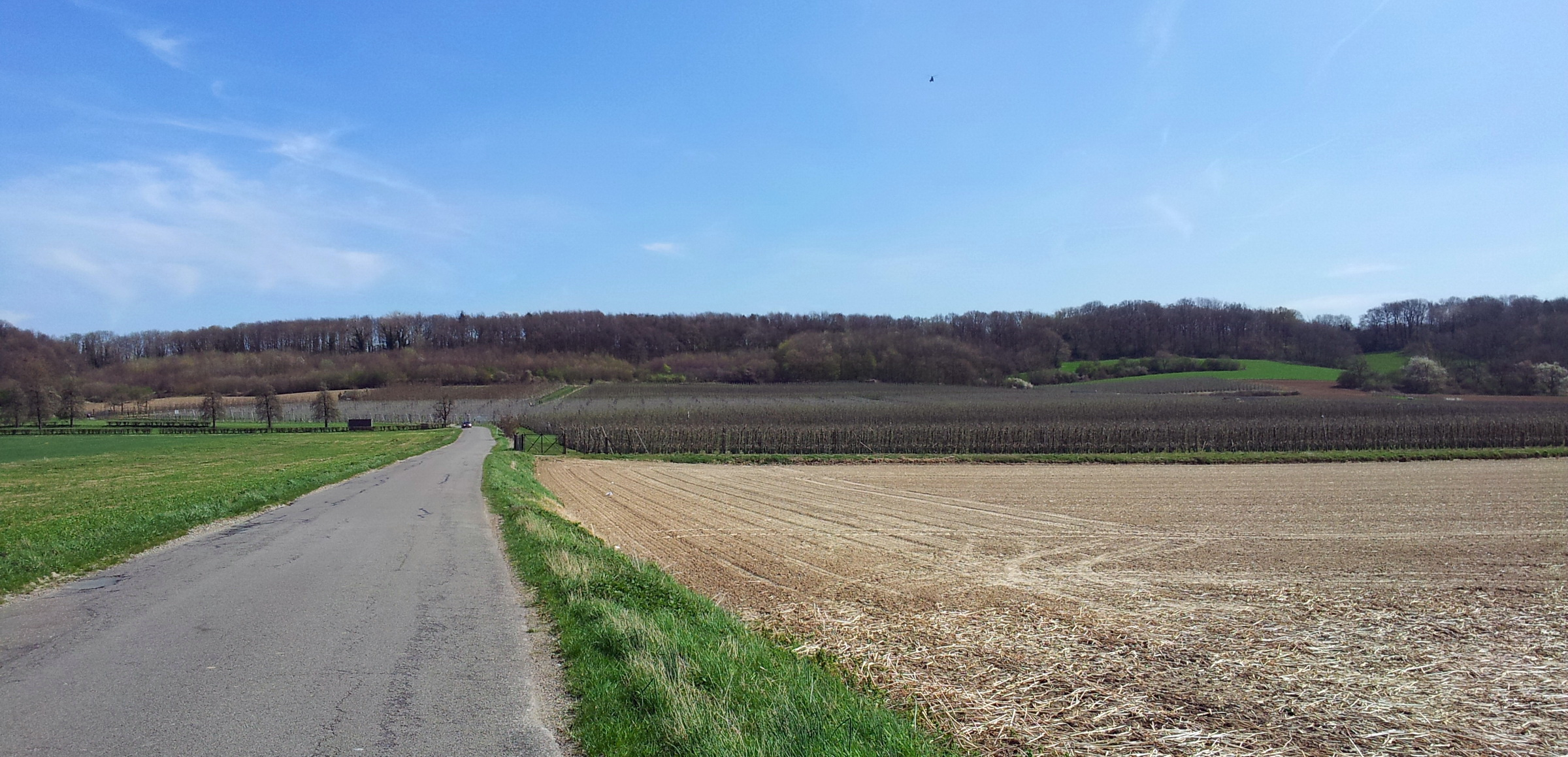
Bronckweg met zicht op de plateaurand

Vroendaal grenst aan de buurt Heer in het noorden, Heer en De Heeg in het westen, en de gemeente Eijsden-Margraten in het zuiden en oosten. De voormalige provinciale weg 592 ("Rijksweg") vormt de westgrens met de buurten Eyldergaard (een deel van Heer) en De Heeg. De oostelijke begrenzing wordt min of meer gevormd door de steilrand van het Plateau van Margraten. Het grootste deel van Vroendaal (ca. 85%) bestaat uit landbouwgebied met onder andere diverse fruitboomgaarden. Dit is tevens een drinkwaterwingebied met enkele pompstations van de Waterleiding Maatschappij Limburg. Aan de Bronckweg, de weg naar Cadier en Keer, is een loonbedrijf en een ruitersportcentrum gevestigd. Alleen het gedeelte ten westen van de Oude Molenweg maakt deel uit van de stadsbebouwing van Maastricht.
Vroendaal heeft circa duizend inwoners en behoort daarmee qua inwonertal tot de kleinste buurten van Maastricht. Het is een relatief welvarende buurt. Het inkomensniveau is bovengemiddeld in vergelijking met andere Maastrichtse buurten. De werkloosheid ligt onder het gemiddelde, evenals de criminaliteitscijfers. Een meerderheid van de bewoners woont in een koopwoning.

## Geschiedenis

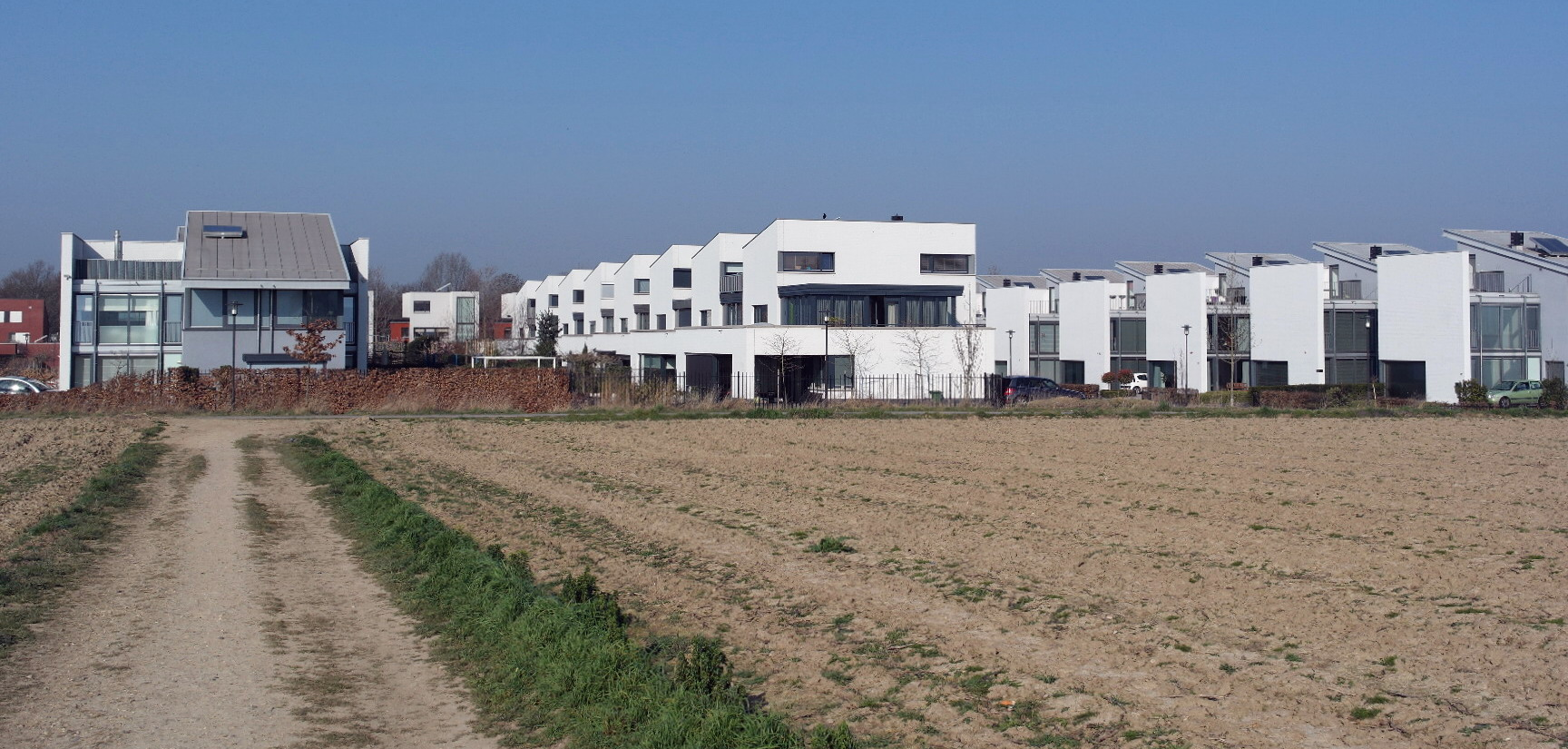
De woonwijk vanaf de Vroendaelweg

### Naamgeving
De naam Vroendaal is afgeleid van een stuk akkerland, aangeduid als 'In 't Vroendael', gelegen aan de Vroendaalweg tegen de bosrand en tegen de grens met Gronsveld. Voor het eerst komt deze naam voor in een akte uit het schepenregister van 1580: "...op eynen morgen ackerlants, gelegen in't Vroendael, genoempt der Isermans morgen...". Het is niet bekend of deze naam verband houdt met de Maastrichtse Vroenhof. Eigenlijk ligt de nieuwbouwwijk in het gebied "Steyn Beukel" of "Steynboeckel", maar omdat die naam al voor een straat in De Heeg was gebruikt, is gekozen voor Vroendaal, een aanduiding die eigenlijk verwijst naar het gebied ten oosten van de woonbuurt. In dit landelijke deel liggen enkele oude veldwegen, onder andere de Heerder Holstraat, de Vroendaelweg, de Bronckweg, de Oude Molenweg, de Kleine Molenweg en de Amandusweg. De straatnamen in de woonwijk Vroendaal zijn genoemd naar Zuid-Limburgse hellingbossen, zoals Savelsbos, Bunderbos en Bovenste Bosch.

### Archeologie
Voor en tijdens de bouwwerkzaamheden in Vroendaal gingen archeologen op zoek naar sporen uit het verleden. Amateurarcheoloog P. Magielse vond met een metaaldetector een bronzen zwaard van circa 67 centimeter lengte. De vindplaats van het zwaard lag ongeveer halverwege de huidige straat Kloosterbosch, om en nabij de as van de weg. Uit onderzoek van stadsarcheoloog Wim Dijkman bleek dat het zwaard uit de late bronstijd of de vroege ijzertijd stamt (circa 8e eeuw v. Chr.).

## Bezienswaardigheden

### Rijks- en gemeentelijke monumenten
De torenmolen van Gronsveld is een windmolen uit omstreeks 1620, die vroeger bij het dorp Gronsveld hoorde. De molen staat in de top 100 van de Rijksdienst voor de Monumentenzorg. Het is een van de weinige torenmolens in Nederland, de enige met een buitenkruiwerk, en daarnaast de meest zuidelijke windmolen van Nederland. Op 13 september 1944, de dag van de bevrijding van Oost-Maastricht, brandde de molen vrijwel geheel uit, waarschijnlijk als gevolg van gevechten tussen Duitse en Amerikaanse eenheden. In 1959 werd de molen herbouwd en vanaf de jaren 1970 is de molen weer maalvaardig. De 17e-eeuwse waterput met tentdak werd in 1980 hersteld.
Het oudste deel van Klooster Opveld is een 18e-eeuws landhuis, dat werd ontworpen (of verbouwd) door de Maastrichtse architect Mathias Soiron. De oostgevel van het huis, uitkijkend over het park, is nog min of meer intact. Hier is tegenwoordig een democratische school gevestigd. In 1902 vestigden zich de uit Frankrijk afkomstige soeurs de la Charité de la Providence in het landhuis, dat ze in 1905 door de jonge architect Theo van Kan lieten uitbreiden met twee kloostervleugels en een schoolgebouw aan de Veldstraat. In 1910 kwam op het binnenterrein de neoromaanse kapel tot stand, eveneens ontworpen door Van Kan, met bakstenen detaillering in expressionistische stijl. Het voormalige klooster en de kloosterkapel zijn beide rijksmonumenten; de tuin is een gemeentelijk monument.

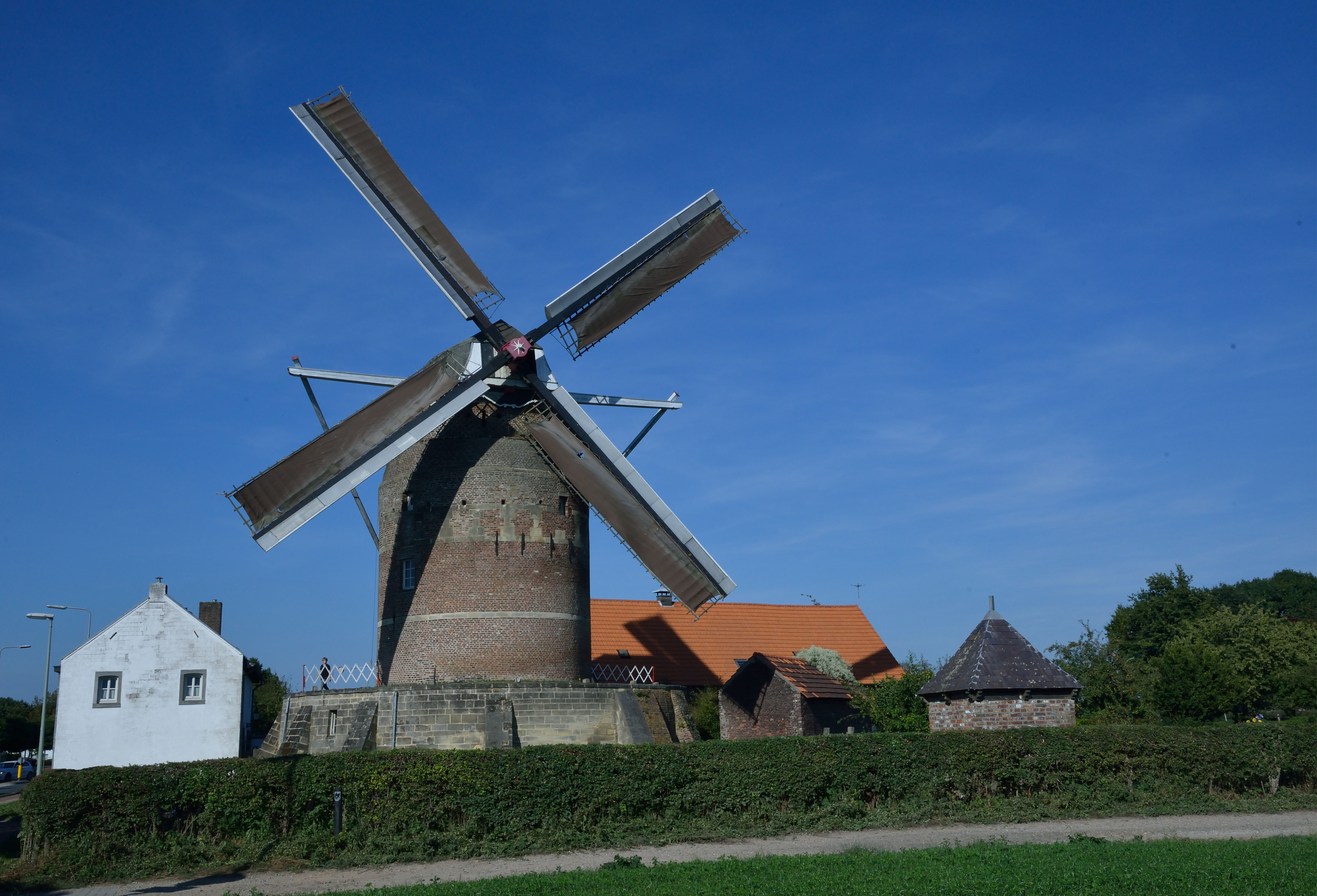
Molenaarswoning (links), torenmolen en waterput
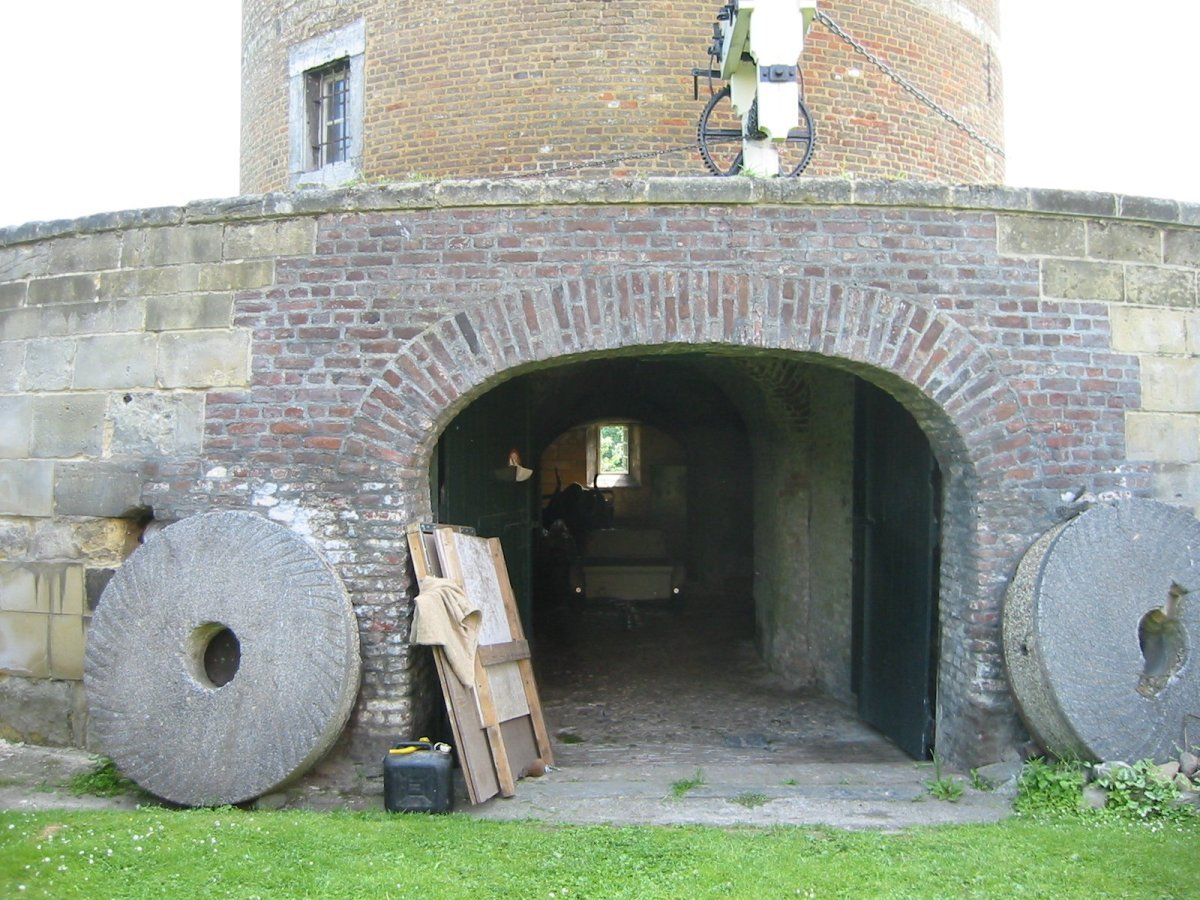
Detail torenmolen en molenstenen
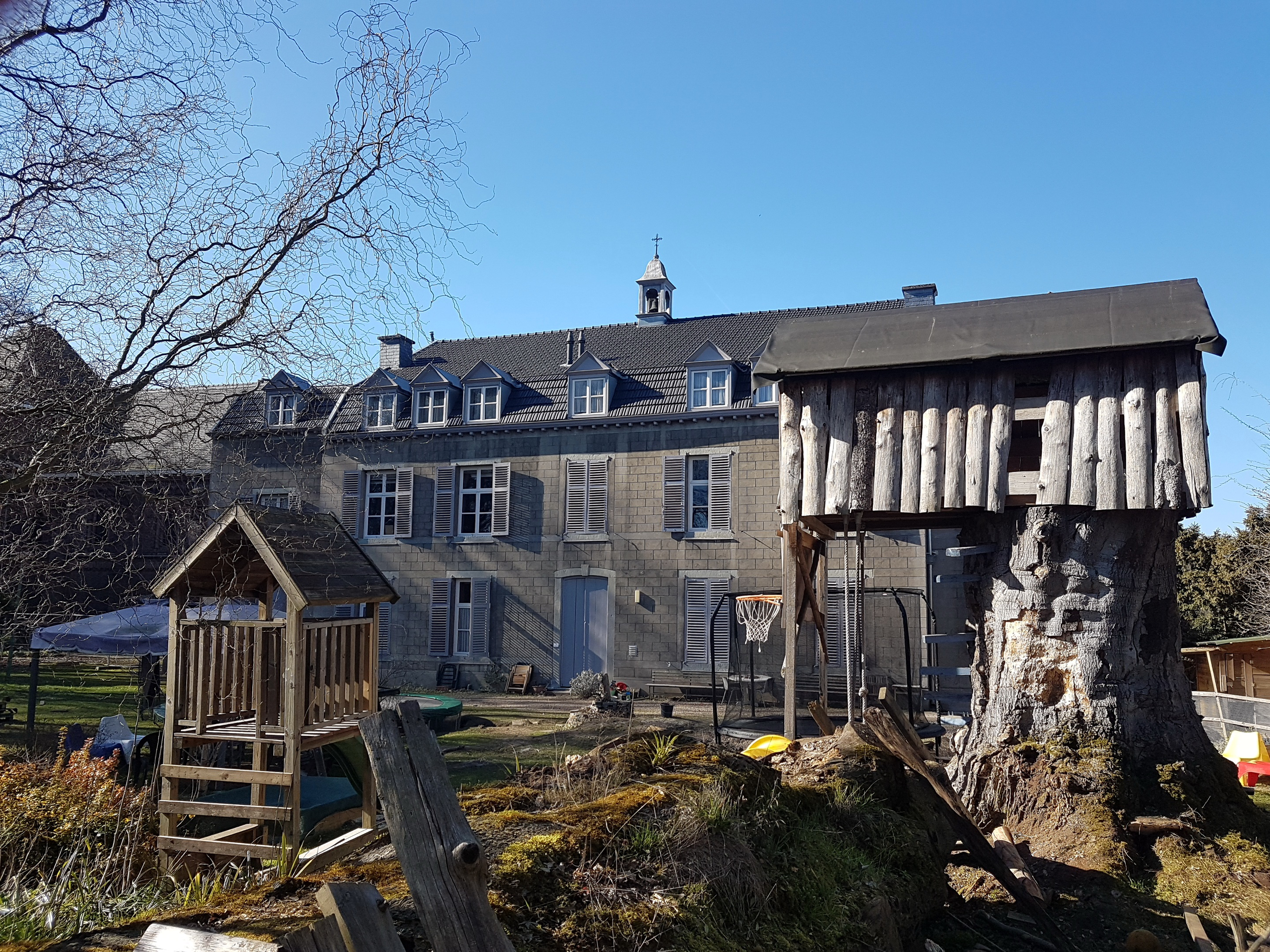
Oostgevel voormalig landhuis Opveld
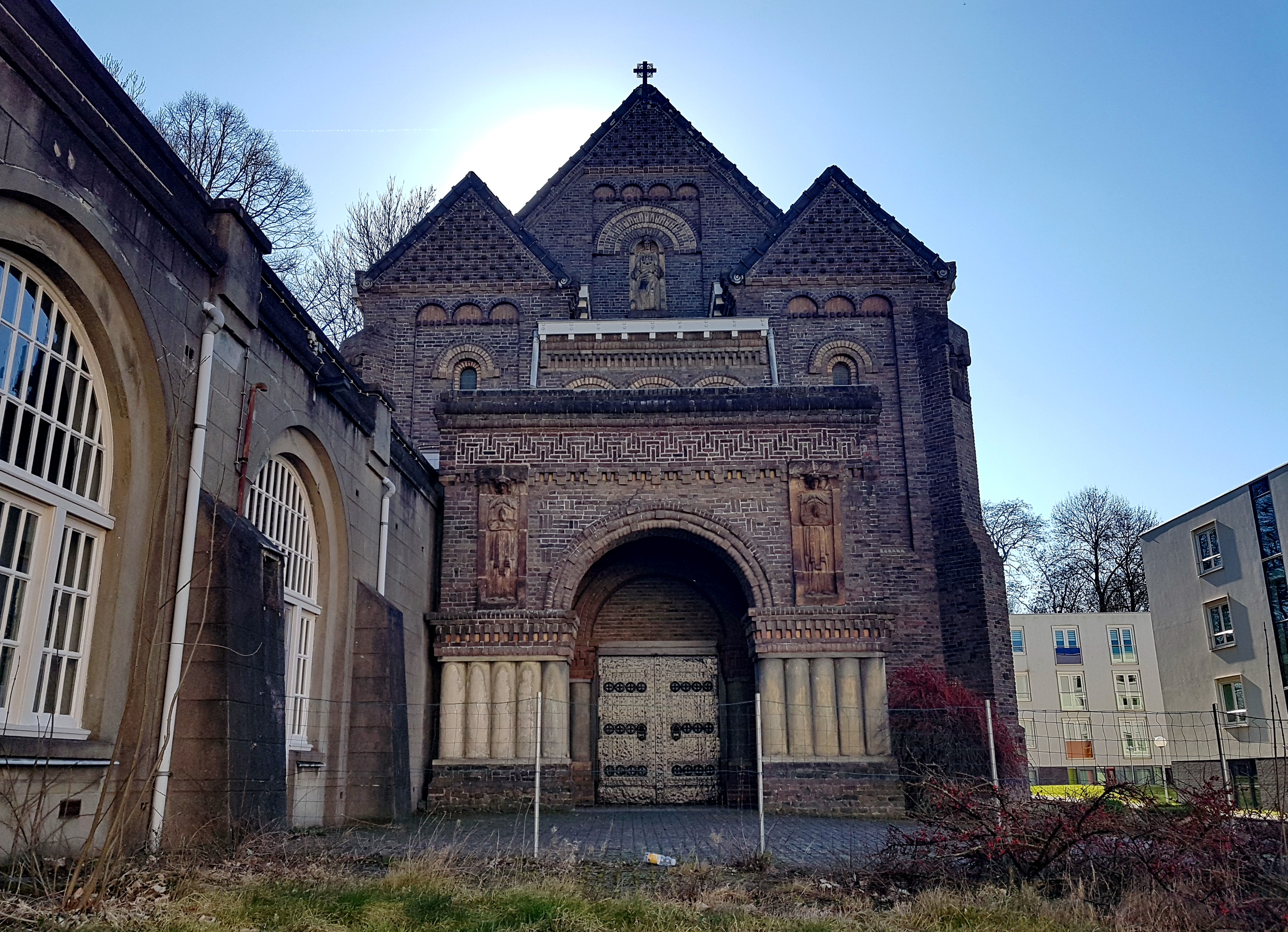
Kloosterkapel en deel kloostervleugel (links)

### Moderne architectuur
De woonwijk Vroendaal is, op enkele oudere delen na, gebouwd vanaf 2000. Het bouwplan bestond uit twee delen: projectbouw en zelfbouwkavels. Alle vrijstaande en geschakelde woonhuizen behoren tot het segment van de vrije sector (ongesubsidieerde) koopwoningen. De structuur en opzet van de buurt is bepaald door de gemeente Maastricht in samenspraak met een projectontwikkelaar, getuige ook de ruime opzet. Deze structuur is neergelegd in het beeldkwaliteitplan. Een opvallend element is dat bijna alle woningen wit geschilderd zijn. De enige 'hoogbouw' in de wijk is het zes verdiepingen tellende appartementengebouw De Spil, een ontwerp van Jo Janssen Architecten. Hetzelfde bureau ontwierp een tweetal nabijgelegen woonhuizen, Bovenstebosch 4 en 22.
In het noorden van de wijk liggen, tussen de oudere bebouwing aan de Veldstraat, eveneens enkele interessante, moderne bouwwerken. In het westelijk deel van de straat ligt het zogenaamde H' House (Wiel Arets, 2010), een privéwoning met grotendeels glazen wanden. De bijbehorende tuin Herenhof is op een beperkt aantal dagen in de zomer te bezoeken. Iets verderop, naast het Klooster Opveld, ligt de Croonenhoff (Sjo van den Eerenbeemt, 2010), bestaande uit een verzorgingscentrum van Envida en een complex seniorenwoningen van woningcorporatie Servatius. Ten oosten van de kloostertuin ligt het Porta Mosana College uit 1978, aanvankelijk Jeanne d'Arccollege geheten.

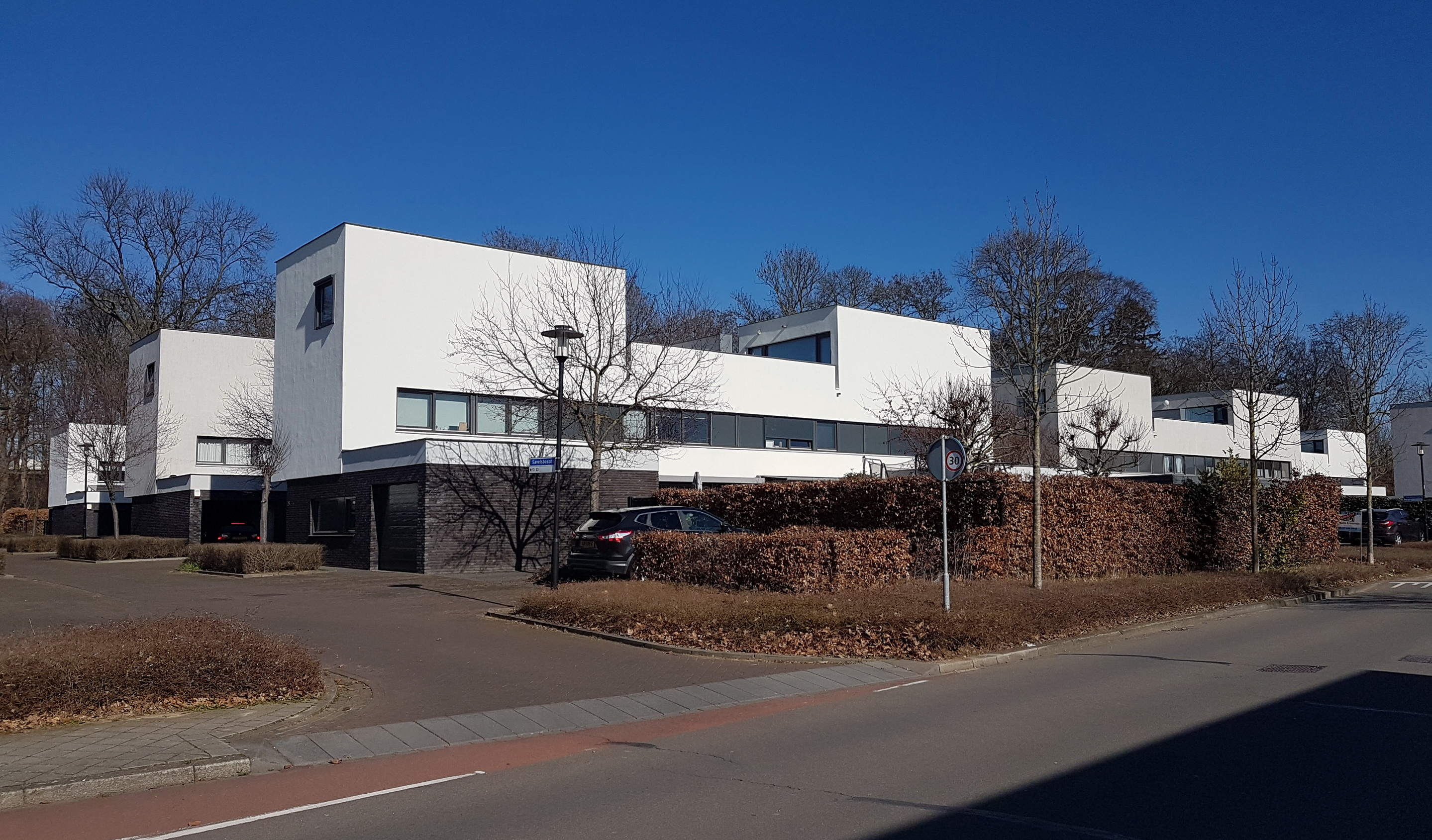
Geschakelde woningen
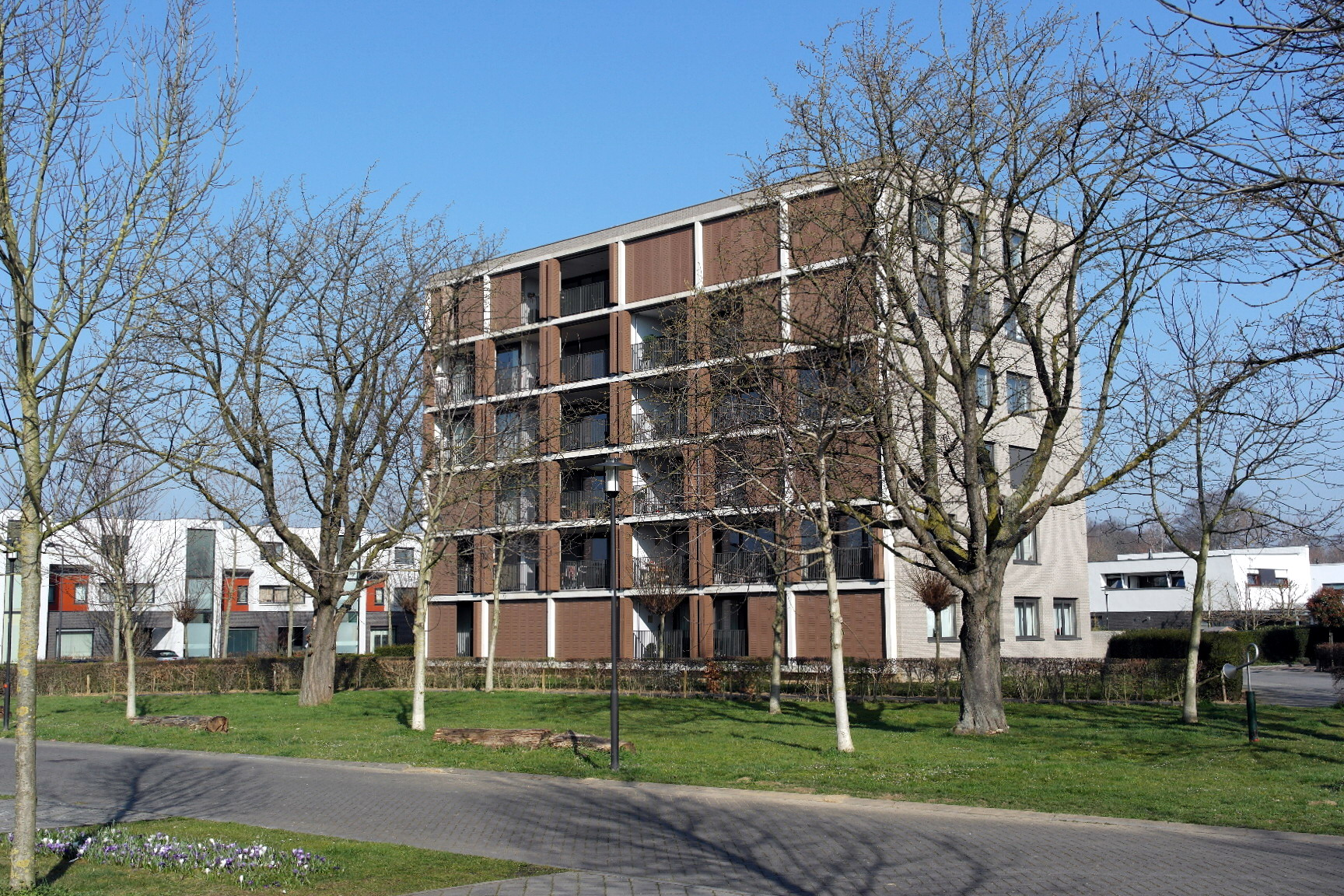
Woongebouw De Spil
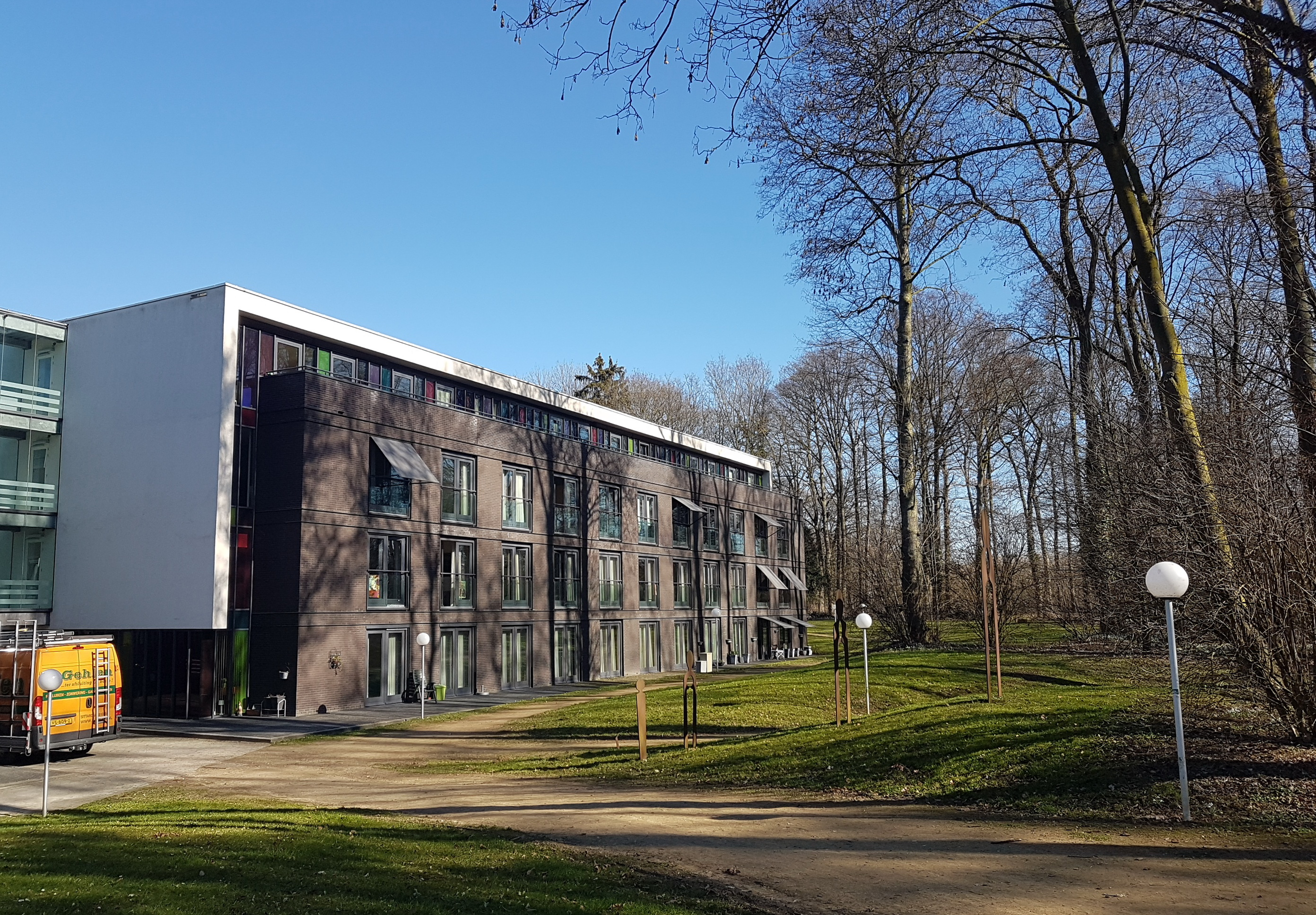
Verzorgingscentrum Envida
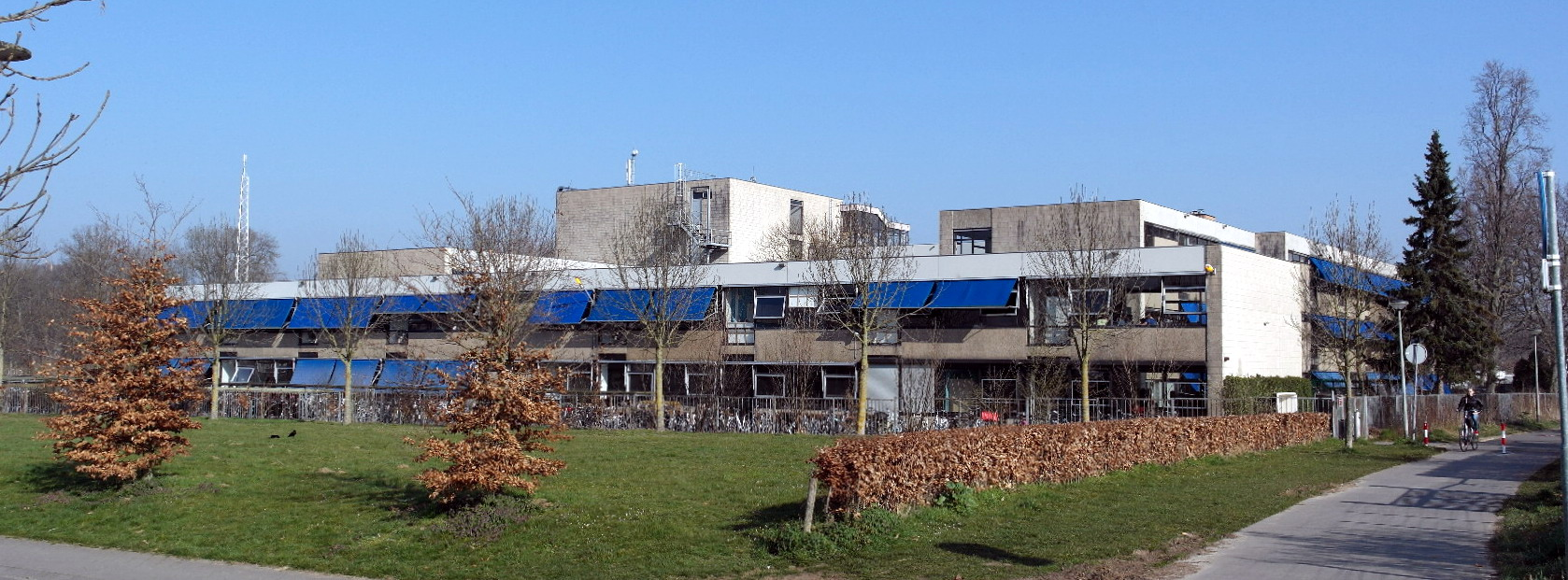
Porta Mosana College

### Natuur en kunst
Vroendaal ligt aan de rand van de bebouwde kom van Maastricht en op loopafstand van landbouw- en natuurgebieden (o.a. het hellingbos Riesenberg, een onderdeel van het Savelsbos, met diverse vuursteenmijnen). Het Vroendaalpad loopt langs de kloostertuin van Klooster Opveld. Het sterk verwaarloosde park is in de jaren 2010 opgeknapt en opengesteld voor het publiek. In de tuin zijn enkele religieuze kunstwerken bewaard gebleven, zoals een Sterre-der-Zeekapelletje en een piëta; andere bevinden zich in ruïneuze staat, zoals de Heilig Hartheuvel en de Lourdesgrot.
Midden op de rotonde aan de Rijksweg tussen de buurten Eyldergaard en Vroendaal staat het kunstwerk Tuin van Eden uit 2008/09 van Atelier Van Lieshout, een grote beschilderde glazen(?) bol, die 's avonds verlicht is. Het kunstwerk is een geschenk aan de gemeenschap van het huisartsenechtpaar Netty en Jeu van Sint Fiet.

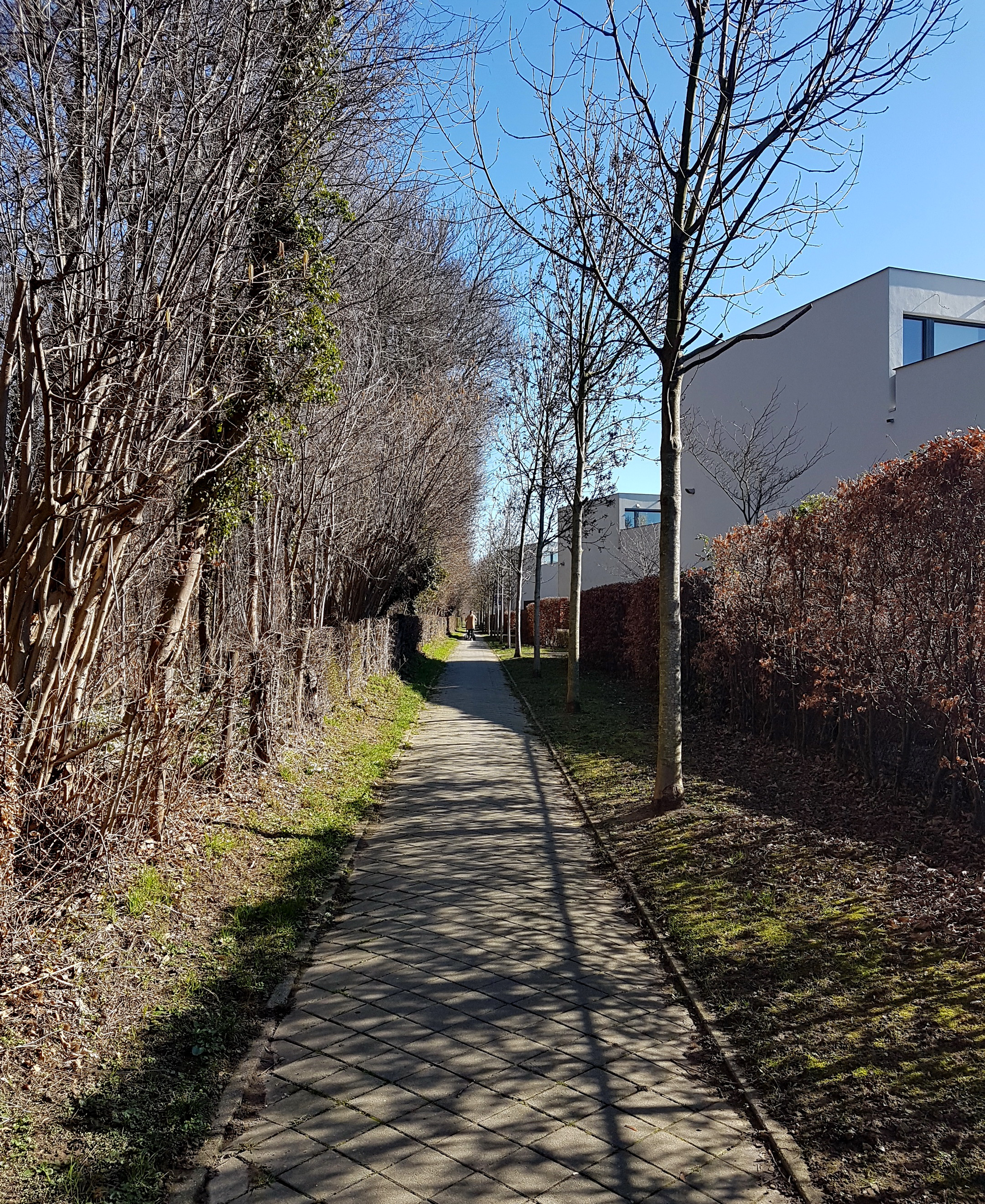
Vroendaalpad
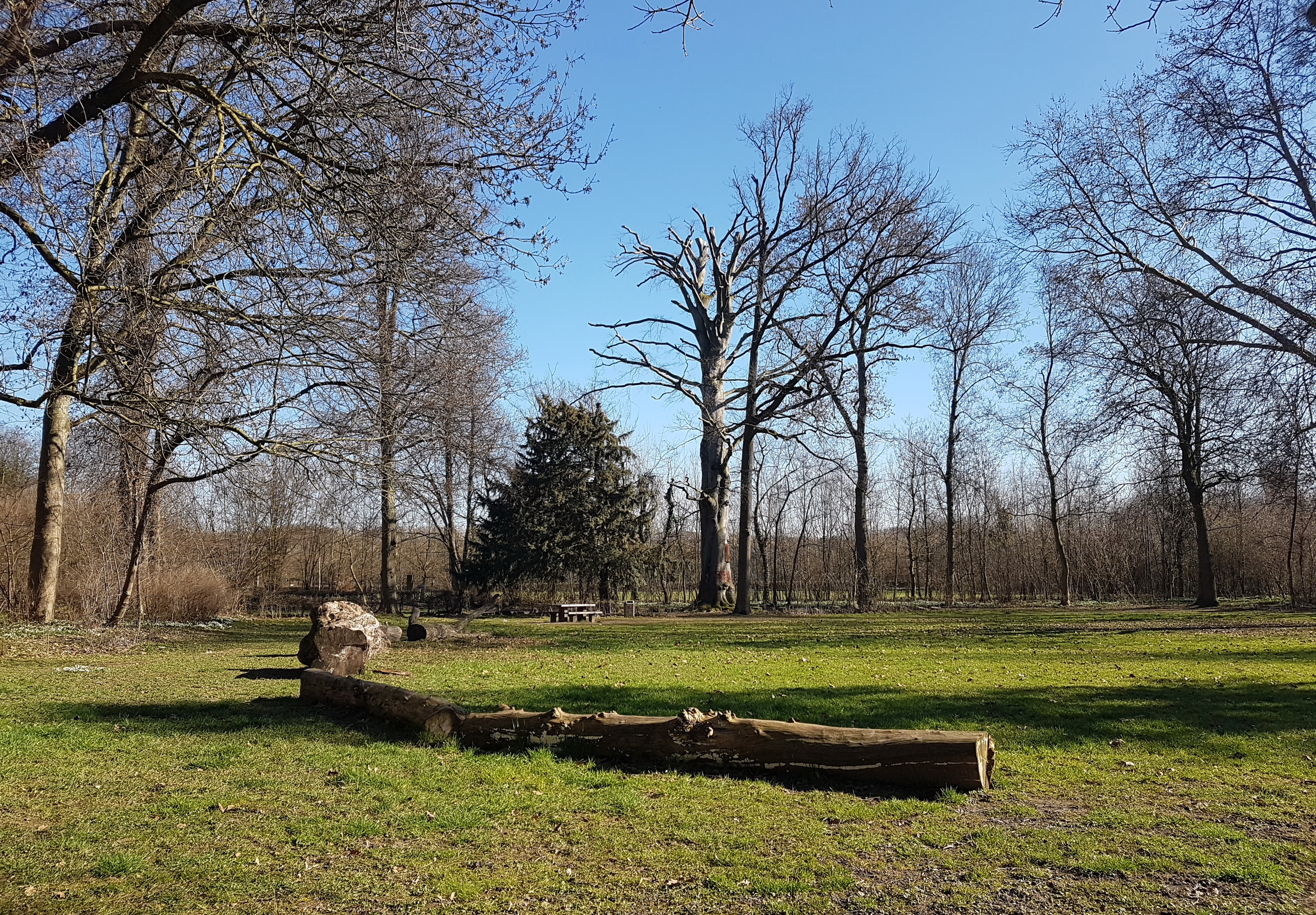
Kloostertuin Opveld
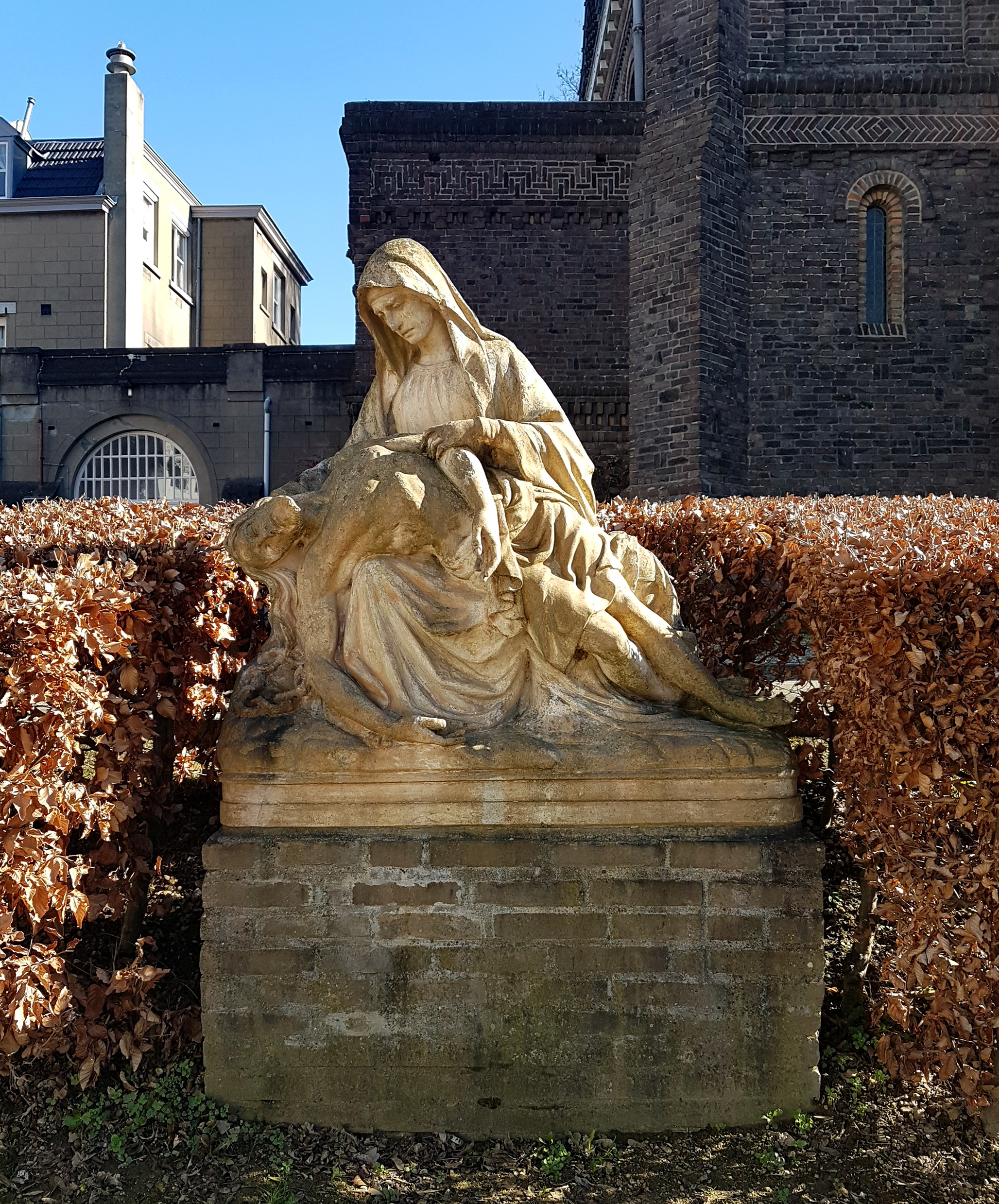
Piëta kloostertuin Opveld
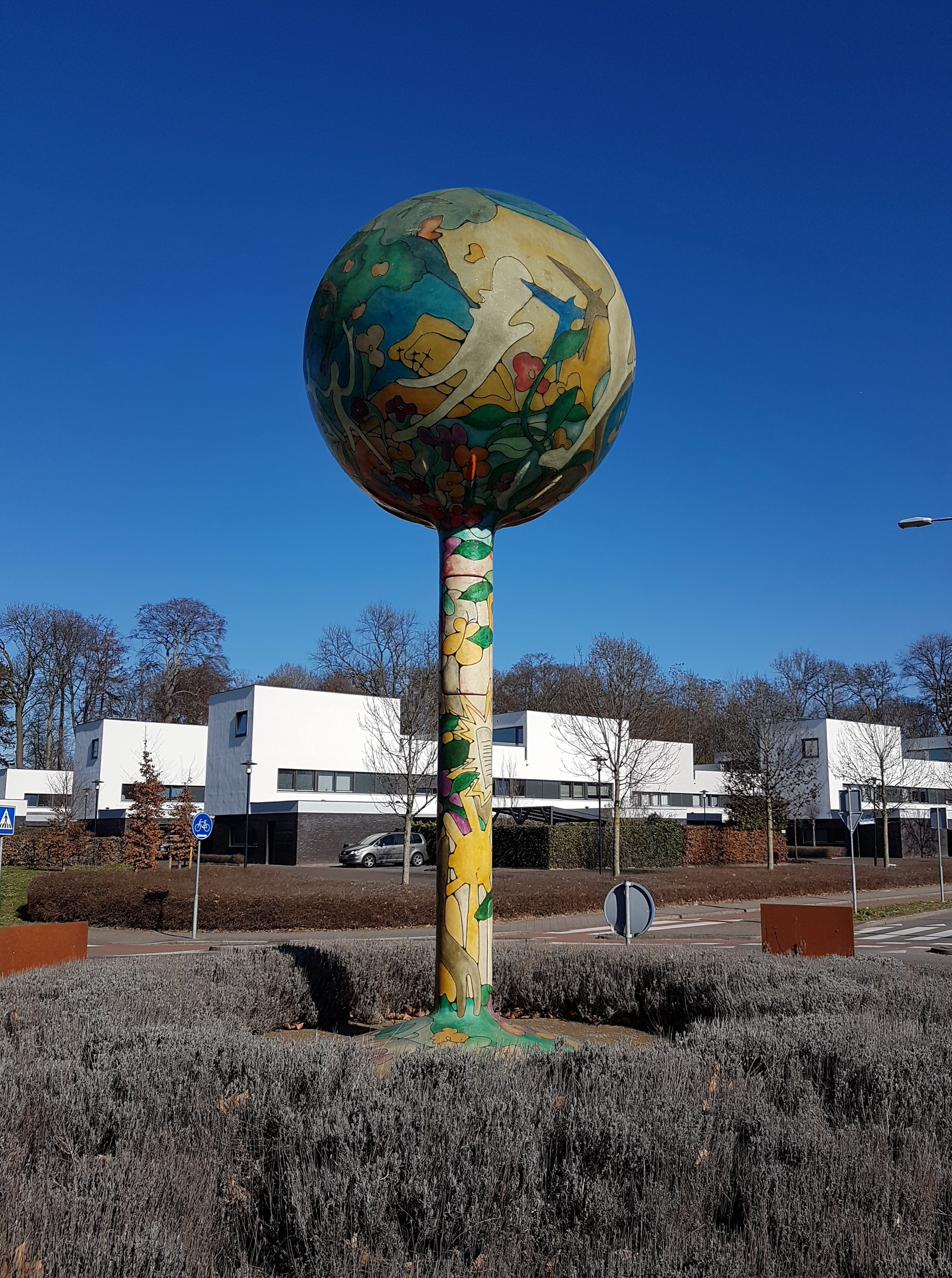
Kunstwerk Tuin van Eden